# Finkultur
Finkultur är en vanligen värderande benämning för kulturella uttryck som anses göra anspråk på att vara mer bildade eller värdefulla än andra kulturella uttryck. Motsatsen är vanligen populärkultur eller folkkultur, men gränserna däremellan är oklar.

## Historik och definitioner
Den svenska termen finkultur myntades av sociologen Harald Swedner år 1964. Han gjorde då en utredning av kulturella institutioner i sex stora svenska städer, och begreppet användes då bara ironiskt, med anspelning på finrum. Dessa är rum som är vackert möblerade men sällan används. Enligt Svenskt biografiskt lexikon skapades begreppet som en avledning från det engelska begreppet high culture. Swedner ansåg att "finkulturen" hade en liknande funktion för de borgerliga samhällsklasserna. Swedner själv skrev:
Denna högreståndskultur har en hög prestige i samhället i sin helhet, men särskilt inom de kretsar som dominerar socialt, politiskt och ekonomiskt. Man kan med viss ironisk tillspetsning kalla den för en finkultur. (...) denna kultur upplevs, bedöms eller klassificeras som något särskilt värdefullt inte bara bland personer med hemortsrätt inom bourgeoisien utan i stor utsträckning också av personer, som hör hemma i andra samhällsskit. Till detta kommer en ytterligare komplikation i den semantiska analysen: många som använder termen finkultur (eller parallella termer av typen finteater, finböcker, fin-musik etc) använder den som en beteckning på en kulturform, som de i grunden tar avstånd från eller till och med föraktar --- och därmed laddar de upp begreppet med en ironisk biklang, som ibland biter hårt men som också kan ljuda mycket falskt.
Swedner motsatte sig synen att Sverige hade en "enhetskultur" utan menade att Sverige hade eller hade haft tre olika särkulturer: allmogekultur, högreståndskultur och arbetarekultur. Han ansåg att allmogekulturen vid denna tid höll på att lösas upp på grund av urbaniseringen, medan arbetarekulturen var instabil och oetablerad. I kontrast menade han att högreståndskulturen gått från att vara en kultur för några få procent av befolkningen i de högre stånden (ex. adeln) till en bred borgerlig finkultur som framför allt trängde undan arbetarekulturen i städerna.
Finkulturbegreppet motsvarar det estetiska kulturbegreppet som etablerades inom den (västerländska) borgerligheten under det sena 1800- och tidiga 1900-talet. Det kulturbegreppet definierade viss form av kultur som kultur, utifrån estetiska och traditionella måttstockar som prioriterade konst av olika slag.
Anhängare kan hävda att det finns allmängiltiga estetiska värden och att dessa åtminstone delvis förvaltas och utvecklas inom den etablerade finkulturen. De skulle kunna hävda att en valfri dokusåpa är mindre värdefull och ger tittaren mindre långsiktig behållning än en film av Ingmar Bergman.
Förr talade man ofta om kvalitet som kriterium för finkultur, men numera har detta blivit mindre vanligt då kvalitet i traditionell bemärkelse inte längre kännetecknar det som brukar klassas som finkultur. Däremot är i stort sett alla kulturellt aktiva överens om att det finns rent praktiskt betingade kvalitetskrav betingade av hantverksskicklighet och kunskaper inom det kulturella område man verkar. Det som kan skilja är uppfattningen vilka aspekter som anses mest värdefulla. Vissa anhängare av finkultur kallar offentligt populärkultur för "skräpkultur". Andra ser populärkulturen som berättigad, men menar ändå att högkulturen har kvaliteter som gör det önskvärt att försvara den och göra den tillgänglig för en bred publik.
Finkultur har i viss mån varit associerat med de övre samhällsklasserna, men detta samband har delvis bleknat. Numera används begreppet ibland om den kultursyn som återspeglas på de stora dagstidningarnas kultursidor, av somliga kallat kulturelitism.
Tidigare var finkulturens eller högkulturens ställning som normgivare självklar i västerlandet. I dag har denna ställning försvagats, och ibland hävdas att högkulturen blivit en subkultur bland andra i det samtida samhället.

## Exempel
| Följande företeelser kallas ofta finkultur: - Balett - Bildkonst (vissa reservationer) - Jazz (vissa reservationer) - Klassisk litteratur - Klassisk musik - Konstfilm - Opera - Poesi - Teater (vissa reservationer) | Följande kulturella företeelser anses ofta stå i direkt motsatsställning till finkultur: - Buskis - Dokusåpa - Kiosklitteratur - Populärmusik (som dansbandsmusik och schlager) - Pornografisk film - Såpopera - Tecknade serier (tidigare generellt, numera ofta) - Veckotidningar och "skvallerpress" |